# Encalypta vittiana
Encalypta vittiana är en bladmossart som beskrevs av D. G. Horton 1979. Encalypta vittiana ingår i släktet klockmossor, och familjen Encalyptaceae. Inga underarter finns listade i Catalogue of Life.